# Лидкомб
Лидкомб (англ. Lidcombe) — западный пригород Сиднея, штат Новый Южный Уэльс, Австралия. Расположен в 14 километрах к западу от центра Сиднейского делового района, в окрестностях местного Обернского городского совета (Auburn City Council).
После Второй мировой войны большое число эмигрантов из Европы, в том числе большое количество украинцев, которые поселились в окрестности Лидкомбы. Украинцы построили несколько зданий, включая церковь, 2 зала и 2 школы. Лидкомб стал культурным центром украинской общины в Сиднее.
Популяционная динамика изменилась с притоком иммигрантов Ближнего Востока в 1960-е и 1970-е годы.